# Peter Demetz-Fëur
Peter Demetz-Fëur (* 28. Juni 1913 in St. Ulrich in Gröden; † 1. November 1977 ebenda) war ein Südtiroler Landschaftsmaler.

## Biographie
Die Freude zum Malen entstand durch den Maler Jacovino, der sein Atelier im Hause Demetz hatte. Peter Demetz-Fëur begann seine Lehre als Fassmaler bei Luis Moroder-Vidalonch. Seine Militärzeit verbrachte er im Aostatal, wo er für das Museum der Scuola Militare di Alpinismo die in Holz geschnitzten Darstellungen der Alpintechniken bemalen konnte. Mit Hubert Hellweger, den damaligen Leiter der Sparkasse in St. Ulrich, fand er in der Stille der Almen einen Ausdruck seiner künstlerischen Gesinnung und viel Freude am malerischen Tun.
In der Zeit des Nationalsozialismus stellte er mehrfach auf der vom NS-Regime jährlich organisierten Großen Deutschen Kunstausstellung in München aus, zuletzt 1943 mit dem Temperabild Vorfrühling auf der Seiser Alm. Ab 1943 unterrichtete er 32 Jahre lang an den Kunstschulen Wolkenstein und St. Ulrich. Er wirkte im Kreis der Kunstschaffenden und in der Künstlergruppe Ruscel in St. Ulrich bei jährlichen Ausstellungen mit und war Mitglied des Südtiroler Künstlerbundes.

## Werke
Seine frühen Werke sind vom Werk Gustav Jahns, den Demetz sehr schätzte, beeinflusst. Peter Demetz malte hauptsächlich Berglandschaften. Zahlreiche alte Grödner Gehöfte sind in seinen Bildern dokumentiert.
Mehrere Fresken von Peter Demetz zieren Häuserfassaden in St. Ulrich.
Im Museum Gherdëina sind einige Werke von ihm ausgestellt.

## Ausstellungen

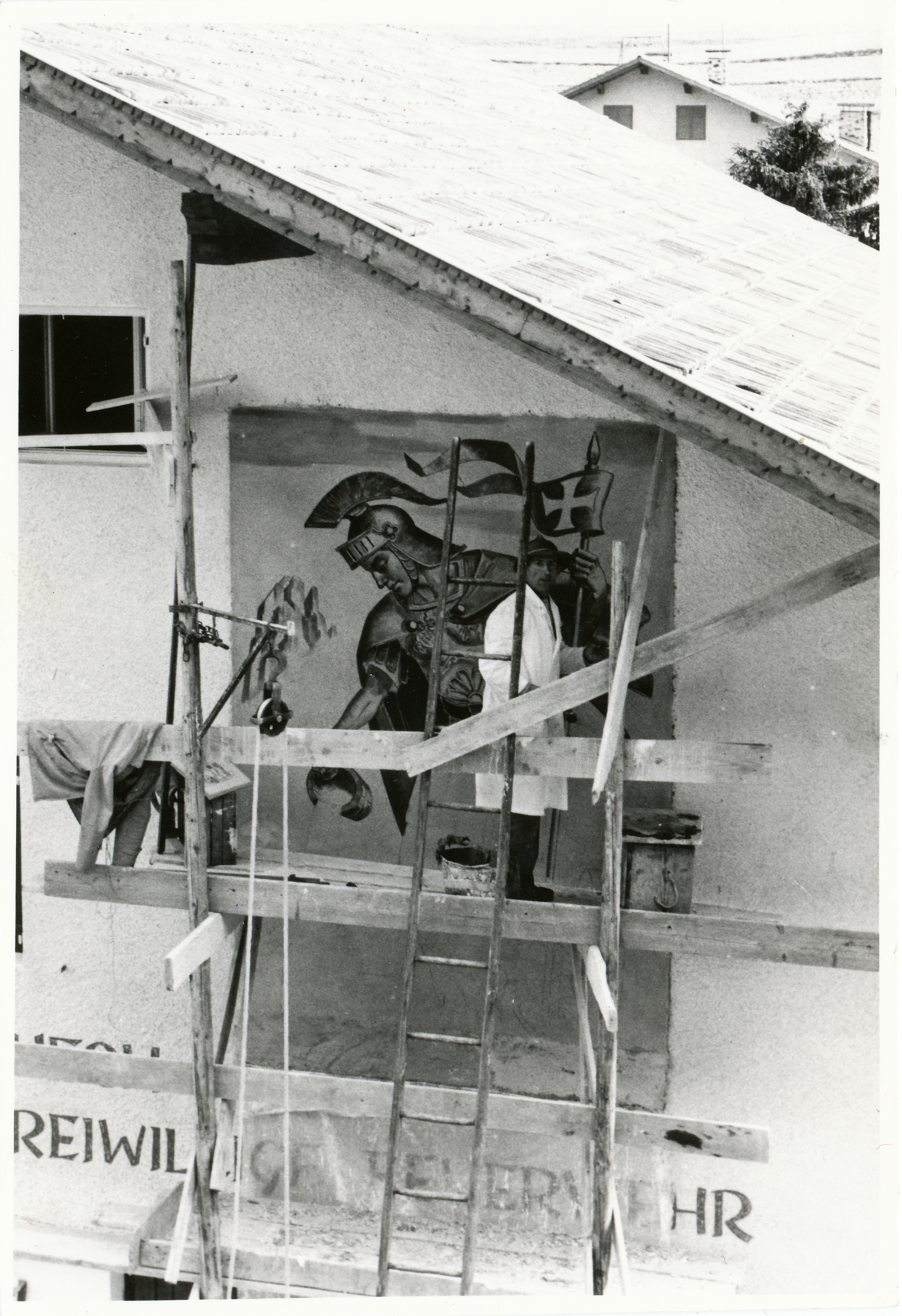
Peter Demetz auf dem Gerüst bei der Bemalung des Feuerwehrhauses in St. Ulrich

- St. Ulrich in Gröden 1989 Ausstellung mit Luis Piazza im Museum Gherdëina.
- Trient 2006 Autonome Region Trentino-Südtirol, Kunst im Amtsgebäude: Hommage an Peter Demetz und an „seine“ Dolomiten.[3]

## Bibliografie
- Peter Demetz: Gustav Jahn † 1919. Calënder de Gherdëina, Union di Ladins de Gherdëina St. Ulrich, Jahrgang 1971, S. 83–84. (Ladinisch).
- Piere Demetz da Four (Peter Demetz): Velch de bel per chëi che va gën sa mont. Calënder de Gherdëina 1974, Union di Ladins de Gherdëina St. Ulrich 1973 (Ladinisch), S. 85–86.